# Elia Suleiman
Elia Suleiman (Nazaré, 28 de julho de 1960) é um cineasta e ator palestino.